# Petrogale inornata
Espèce
Statut de conservation UICN

 LC  : Préoccupation mineure
Le pétrogale du Queensland (Petrogale inornata) est une espèce de wallaby du Nord-Est de l'Australie.

## Description
Il mesure 45 à 59 cm de haut; sa queue mesure environ 50 cm. Il pèse moins de 6 kg (3,8 à 4,8 kg pour la femelle, 4,6 à 5,5 kg pour le mâle). La partie supérieure du corps est gris-brun. Il y a très peu de différence entre lui et les six autres espèces de pétrogales trouvés dans cette région et les différences ont été faites seulement par étude génétique (il a 22 chromosomes).

## Distribution et habitat
On le rencontre  dans les régions côtières entre Rockhampton jusqu'à Townsville au Queensland.
Il habite les régions rocheuses (gorges, éboulis, collines) des zones boisées.

## Alimentation
Il se nourrit de pousses d'herbes, de fruits, de graines et de fleurs. Il se laisse nourrir à la main.

## Reproduction
Il se reproduit toute l'année.